# Корга (верхний приток Чузика)
Корга — река в России, протекает по Северному району Новосибирской области и Парабельскому району Томской области. Устье реки находится в 366 км по правому берегу реки Чузик. Длина реки составляет 15 км. Приток — Буркина.

## Данные водного реестра
По данным государственного водного реестра России относится к Верхнеобскому бассейновому округу, водохозяйственный участок реки — Обь от впадения реки Кеть до впадения реки Васюган, речной подбассейн реки — Кеть. Речной бассейн реки — (Верхняя) Обь до впадения Иртыша.